# V348 Большого Пса
V348 Большого Пса (лат. V348 Canis Majoris) — одиночная переменная звезда в созвездии Большого Пса на расстоянии (вычисленном из значения параллакса) приблизительно 4866 световых лет (около 1492 парсеков) от Солнца. Видимая звёздная величина звезды — от +13,1m до +11,8m.

## Характеристики
V348 Большого Пса — красный гигант, пульсирующая полуправильная переменная звезда типа SRB (SRB) спектрального класса M6III или M6.